# 9746 Кадзукоітікава
9746 Кадзукоітікава (9746 Kazukoichikawa) — астероїд головного поясу, відкритий 7 листопада 1988 року.
Тіссеранів параметр щодо Юпітера — 3,629.